# Homokszínű dajkacápa
A homokszínű dajkacápa (Tawny Nurse Shark) a porcos halak osztályának és a rablócápa-alakúak rendjébe és a dajkacápafélék családjába tartozó Nebrius nem egyetlen faja.

## Előfordulása
Az Indiai-óceánban, Afrika keleti részén, néhol Ázsiában, egész Óceániában, és Ausztrália északi részén fordul elő.

## Megjelenése
A hím maximum 320 centiméteres, a nőstény 250 centiméterre nő. Korától függ a mintázata. Az idősebb példányok egyszínűek, a fiatalabbaknak a bőrét még apróbb minták díszítik.

## Életmódja
Ez az emberre ártalmatlan állat kisebb halakat és puhatestűeket fogyaszt.